# Racehall
Racehall, beliggende i Viby i Aarhus-området, er en af Europas største indendørs racerbaner, der primært anvendes til gokart-arrangementer.
Hallen var oprindeligt et indendørs fodboldstadion og er 10.000 m² stor.